# Richard Herda-Vogel
Richard Herda-Vogel (* 21. April 1900 in Königszelt, Landkreis Schweidnitz, Provinz Schlesien; † 2. März 1965 in Großgartach) war ein deutscher Kunstmaler und Grafiker.

## Leben und Werk
Richard Herda-Vogel absolvierte eine Lithografen-Ausbildung und besuchte anschließend die Schule Reimann in Berlin sowie die Kunstgewerbeschule in Flensburg. Als Maler nahm er außerdem auch Unterricht bei Oscar Woite in Schweidnitz sowie bei Egon Tirsch in Rostock. Als Lithograf arbeitete er bei verschiedenen Unternehmen in Norddeutschland, bevor er 1926 die Leitung der Lithographischen Abteilung der Großdruckerei Volk in Heilbronn übernahm. Bei den Luftangriffen auf Heilbronn im Jahr 1944 wurde die Wohnung von Richard und Thekla Herda-Vogel zerstört. Das Paar ließ sich daher 1945 in Großgartach nieder, wo später insbesondere eine sehr große Anzahl von Aquarellarbeiten entstand. Neben allgemein gehaltenen Landschaftsmotiven hat Richard Herda-Vogel zahlreiche Motive seiner näheren Heimat gemalt, unter anderem sind zwei Mappen mit Motiven aus Heilbronn und Bad Wimpfen erschienen. 1950 zählte Herda-Vogel zu den Initiatoren des Großgartacher Käsritts, der seitdem in dreijährlichem Turnus ausgetragen wird. Seine Witwe hat das Wohnhaus und zahlreiche Werke des Malers der Gemeinde Leingarten vermacht.

## Würdigung
Im Jahr 1976 wurde Richard Herda-Vogel mit einer Gedächtnisausstellung an seinem letzten Wohnort Leingarten geehrt. 1981 wurde in dieser Gemeinde auch die Herda-Vogel-Straße nach ihm benannt.